# Colle Regillo
Colle Regillo è una frazione di Roma Capitale, situata in zona Z. XIV Borghesiana, nel territorio del Municipio Roma VI (ex Municipio Roma VIII).
Sorge sul lato est di via Borghesiana, tra le frazioni di Colle Aperto a nord, Finocchio a sud e Borghesiana a est.

## Odonimia
I nomi delle vie sono quelli di alcuni comuni della Calabria, in particolare della provincia di Catanzaro e di quella di Cosenza